# Américo Ramos
Américo d'Oliveira dos Ramos (1957[cita requerida]) es un banquero y actual primer ministro de Santo Tomé y Príncipe desde el 12 de enero de 2025. Anteriormente se desempeñó como gobernador del Banco Central de Santo Tomé y Príncipe, y también ha trabajado para el Ministerio de Finanzas.

## Biografía
Ramos estudió en el extranjero en la Universidad Estatal de Moscú en Rusia, donde recibió un título en economía después de haber asistido de 1989 a 1995. Luego regresó a Santo Tomé y se unió al Ministerio de Finanzas, donde trabajó como técnico de presupuesto de 1995 a 1998. Luego trabajó como jefe del departamento de gastos de 1998 a 2000, jefe del departamento de presupuesto de 2000 a 2001, director de presupuesto de 2001 a 2009, y director de la tesorería de 2009 a 2010. En 2010, Ramos se convirtió en ministro de Finanzas de Santo Tomé, cargo que ocupó hasta 2012. Fue nombrado de nuevo para el cargo en 2014 y sirvió hasta 2018, luego se convirtió en asesor económico del presidente Evaristo Carvalho en 2019.
Ramos fue arrestado en 2019 y detenido durante tres meses, acusado de corrupción, lavado de dinero y otros delitos. Después de pasar tres meses en la prisión central del país, fue absuelto por la oficina del fiscal.
En diciembre de 2022, Ramos fue nombrado gobernador del Banco Central de Santo Tomé y Príncipe.  El 6 de enero de 2025, el presidente Carlos Vila Nova disolvió el gobierno del primer ministro Patrice Trovoada, por una "notable incapacidad para resolver los muchos desafíos del país", y ordenó al partido Acción Democrática Independiente (ADI) que presentara candidatos a primer ministro en un plazo de 72 horas. El 9 de enero, el presidente seleccionó a Ilza Amado Vaz como la próxima primera ministra.  Sin embargo, solo tres días después, el 12 de enero, anunció su renuncia al cargo. Después de la renuncia de Amado Vaz, el partido ADI nombró a Adelino Pereira, un exfiscal general, como el próximo primer ministro. Sin embargo, en lugar de Pereira, Vila Nova anunció el 12 de enero que nombraría a Ramos para ser el próximo primer ministro.